# Palazzo Bindi Sergardi
Palazzo Bindi Sergardi, già Palazzo Agostini e poi Palazzo Casini-Casuccini, è un palazzo di Siena situato in via dei Pellegrini 18. 

## Storia e descrizione

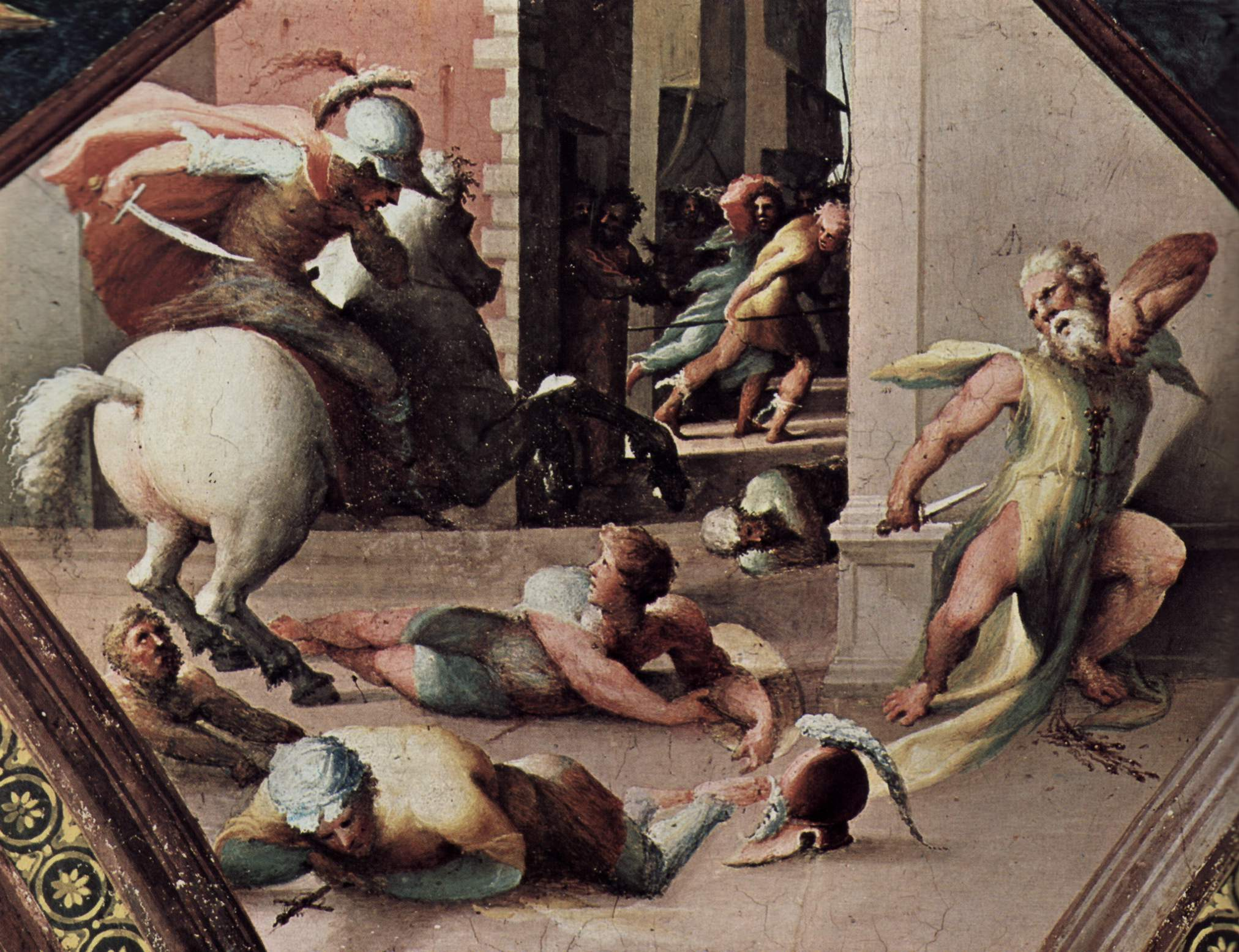
Suicidio di Catone Uticense di Beccafumi

Appartenne all'inizio del Cinquecento ai Venturi, famiglia alleata a Pandolfo Petrucci. In occasione del matrimonio di Alessandro Venturi, celebrato nel 1519, venne commissionata a Beccafumi la decorazione di un salone al primo piano con Episodi della storia romana ad affresco.
Nel 1554 fu acquistato da Marcello di ser Paulo di Antonio Agostini, il cui figlio Ippolito inaugurò una stagione di importanti interventi architettonici e decorativi, dei quali resta la  Sala della Musica al piano terra, arricchita da stucchi di Prospero Bresciano e affreschi di Cristoforo Roncalli, in cui la musica è celebrata da episodi mitologici. In quegli anni Ippolito creò anche una prestigiosa raccolta di arte e di oggetti scientifici e curiosi, ispirandosi agli interessi di Francesco I de' Medici.